# Natalia Janotha
Natalia Janotha, née le 8 juin 1856 à Varsovie et morte le 9 juin 1932 à La Haye, est une pianiste et compositrice polonaise.

## Biographie
Natalia Janotha naît d'un pianiste polonais, Juliusz Janotha, également compositeur et enseignant à l'Institut de musique de Varsovie. Elle commence ses premières leçons de piano avec son père très jeune et plus tard étudie la musique à Berlin avec Ernst Rudorff et Woldemar Bargiel, avec Clara Schumann et peut-être a-t-elle reçu des leçons de Johannes Brahms. Elle effectue son premier récital en 1868 et une tournée en Europe, en tant que concertiste.
Elle était connue comme une interprète de Chopin, dont la sœur était une amie très proche de sa mère et reçoit des conseils d'une élève de Chopin, la Princesse Czartoryska née Radziwill. En 1885, elle est la pianiste de la cour impériale à Berlin. Elle est réputée pour être une alpiniste et parfois, portant des pantalons pour hommes. Elle vit à Londres pendant quelques années, mais est expulsée vers son pays natal, en 1916, en raison de la situation politique de la première Guerre Mondiale. Elle meurt à La Haye en 1932. Elle était connue pour jouer seulement tant que son chien était sur scène, sous son regard et qu'un livre de prière était placé sur le piano.

## Œuvres (sélection)
Janotha a composé d'environ 400 œuvres, principalement pour le piano.
- Scènes de montagne, dédié à Schumann
- Gavotte impériale
- Tatras
- L'Impression de Zakopane
- Morskie Oko
- Sabala
- Gerlach
- Kościelisko
- Bandit

Natalia Janotha traduit et édite également des livres sur des sujets relatifs à Chopin, notamment :
- Jan Kleczyński, Chopin's Greater Works (Preludes, Ballads, Nocturnes, Polonaises, Mazurkas): How they should be understood — soit : Grandes œuvres de Chopin (Préludes, Ballades, Nocturnes, Polonaises, Mazurkas) : Comment ils doivent être compris (avec les Notes pour une « Méthode des Méthodes » de  Chopin), William Reeves, Londres, Charles Scribner's Sons, New York, [s.d.] (1re éd. circa 1895, 2e circa 1900). (Kleczynski du dernier cours, livré à Varsovie en 1883.
- Stanisław Tarnowski, Chopin as revealed by extracts from his diary — soit : Chopin comme le révèlent les extraits de son journal. William Reeves, Londres, [s.d.] (circa 1905)[6].